# 亚内兹·德尔诺夫舍克
亚内兹·德尔诺夫舍克（發音：[ˈjàːnɛz dəɾˈnɔ́ːwʃək]；1950年5月17日—2008年2月23日），斯洛文尼亞政治家，曾經先后擔任總理和總統。生于斯洛文尼亚共和国的采列市，斯洛文尼亚人；1991年6月25日斯洛文尼亚宣布独立后，担任斯洛文尼亚自由民主党主席。1992年4月23日当选为斯洛文尼亚独立后的首任总理。2002年11月，斯洛文尼亞举行总统选举，德尔诺夫舍克当选。2007年卸任。
德尔诺夫舍克在1991年未就任總統之前，他曾以和平的方式成功協商南斯拉夫聯邦軍隊全面撤軍，維持了斯洛維尼亞共和國的自由與主權，因而獲頒斯洛維尼亞共和國最高榮譽「自由金勳章」（the Golden Order of Freedom），以表彰他的卓越貢獻。他發起「社會成果」（Fruits of Society）計畫，鼓勵各項志願服務活動和跨世代之間的合作。他相信透過提昇世界大多數人的意識，才能真正為世界帶來正面的改變，於是在2006年發起「正義與進步運動」（the Movement for Justice and Development），旨在「提昇人類意識，並改善世界」。